# Olympische Sommerspiele 2016/Wasserspringen – Turmspringen Synchron (Männer)
Das Synchronspringen vom 10-m-Turm der Männer bei den Olympischen Spielen 2016 in Rio de Janeiro wurde am 8. August 2016 im Parque Aquático Maria Lenk ausgetragen. 16 Athleten (acht Paare) nahmen daran teil. 
Der Wettbewerb wurde in einem Durchgang mit jeweils sechs Sprüngen durchgeführt.
Die chinesischen Favoriten, Weltmeister Chen Aisen und Lin Yue, setzten sich überlegen gegen die Konkurrenz durch und Lin Yue gewann seine zweite Goldmedaille in dieser Disziplin nach Peking 2008. Silber gewannen David Boudia und Steele Johnson vor den Vize-Europameistern Tom Daley und Daniel Goodfellow aus Großbritannien.

## Titelträger
| Olympiasieger | Cao Yuan, Zhang Yanquan ( China)              | 486,78 Punkte | London 2012 |
| Weltmeister   | Chen Aisen, Lin Yue ( China)                  | 495,72 Punkte | Kasan 2015  |
| Europameister | Sascha Klein, Patrick Hausding ( Deutschland) | 445,26 Punkte | London 2016 |

## Finale
8. August 2016, 21:00 Uhr (UTC−3)
| Platz | Name                                   | Nation             | Sprung | Sprung | Sprung | Sprung | Sprung | Sprung | Punkte |
| Platz | Name                                   | Nation             | 1      | 2      | 3      | 4      | 5      | 6      | Gesamt |
| ----- | -------------------------------------- | ------------------ | ------ | ------ | ------ | ------ | ------ | ------ | ------ |
| 1     | Chen Aisen/ Lin Yue                    | China              | 57,00  | 57,00  | 92,82  | 85,32  | 106,56 | 98,28  | 496,98 |
| 2     | David Boudia/ Steele Johnson           | Vereinigte Staaten | 54,00  | 53,40  | 83,52  | 85,68  | 85,47  | 95,04  | 457,11 |
| 3     | Tom Daley/ Daniel Goodfellow           | Großbritannien     | 51,60  | 49,80  | 79,68  | 81,60  | 92,13  | 89,64  | 444,45 |
| 4     | Patrick Hausding/ Sascha Klein         | Deutschland        | 51,00  | 48,60  | 74,88  | 92,88  | 84,66  | 86,40  | 438,42 |
| 5     | Iván García/ Germán Sánchez            | Mexiko             | 51,60  | 49,20  | 79,92  | 82,14  | 77,22  | 83,22  | 423,30 |
| 6     | Maksym Dolhow/ Oleksandr Horschkowosow | Ukraine            | 50,40  | 49,80  | 77,76  | 84,48  | 68,82  | 90,72  | 421,98 |
| 7     | Wiktor Minibajew/ Nikita Schleicher    | Russland           | 51,00  | 48,60  | 78,54  | 67,71  | 87,48  | 84,24  | 417,57 |
| 8     | Jackson Rondinelli/ Hugo Parisi        | Brasilien          | 49,80  | 48,00  | 71,10  | 70,08  | 61,38  | 68,16  | 368,52 |